# Meruzanes I Arzerúnio
Meruzanes I Arzerúnio (em grego: Μερουζάνης; romaniz.: Merouzánēs; em armênio: Մերուժան; romaniz.: Meružan) foi um nacarar armênio do século IV da família Arzerúnio que foi citado em duas ocasiões nas fontes do período, em 363 e 381.

## Nome
Meruzanes (Μερουζάνης, Merouzánēs), Maruzas (Μαρουζᾶς, Marouzãs) são as formas gregas do armênio Meruzã (Մե(հ)րուժան / Մերհուժան, Me(h)ružan / Merhužan) e Meuzã (Մեհուժան, Mehužan), que originou-se no persa médio Mitruchã (Mitrūčan) ou no parta Mirozã (Mihrozan). Todos esses nomes parecem ter se originado no iraniano antigo *Mitrabaujana (*MiΘra-bauǰ-ana-), "prazer, aproveitamento de Mitra", que por sua vez havia sido helenizado como Mitrobuzanes (Μιθροβουζάνης, Mitrobouzánēs).

## Vida

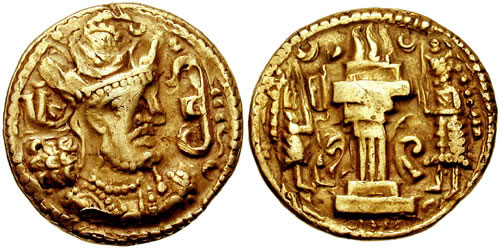
Dinar de ouro de r.

Nenhum documento dá seu parentesco, mas sabe-se que ca. 350 Savaspes era o único membro da família Arzerúnio a sobreviver ao massacre encabeçado pelo rei Tigranes VII (r. 339–350) e se casou com uma filha de Vasaces I. Cronologicamente, Meruzanes só poderia ser filho desse casal. Embora a Armênia se converteu ao cristianismo desde 302 com Tirídates III (r. 298–330), Meruzanes permaneceu zoroastrista. Quando o xá Sapor II (r. 309–379) invadiu o país, Meruzanes apoiou o invasor pelo fato de compartilharem a mesma fé e inclusive relevou suas tentativas de converter o país. O rei Ársaces II (r. 350–368) fugiu, mas a invasão foi repelida pelo asparapetes (generalíssimo) Vasaces I.
Para muitos historiadores é tido como um traidor, a quem Sapor II prometeu propriedades e o governo do país. Mas outros veem-no como líder legítimo e que suas ações lhe permitiriam lutar contra o cristianismo. Segundo o historiador Tomás Arzerúnio, Meruzanes foi morto durante a restauração do rei Papa (r. 370–374), filho de Ársaces II, pelo general armênio Simbácio II Bagratúnio que depositou em sua cabeça uma coroa de ferro vermelha. Segundo Moisés de Corene, na invasão sitiou a rainha Farranzém em Artogerassa. Christian Settipani dá a data de 381 para sua morte e Cyril Toumanoff dá a data de 380. Essa diferença se dá por associarem-no ao homônimo que lutou com Manuel Mamicônio.
Segundo Fausto, o Bizantino, em 378 invejando o apreço que Sapor nutria por ele, bem como dos inúmeros presentes que recebia da Pérsia, tramou um plano contra Manuel. Fez com que acreditasse que o marzobã Surena planejava matá-lo, o que levou Manuel a atacar e destruir o destacamento de 10 mil cavaleiros persas na Armênia, embora permitiu que Surena fugisse. Em resposta, vários oficiais persas foram enviados contra a Armênia, mas todos foram derrotados. Essas vitórias garantem 7 anos de paz à Armênia que só terminaria com nova invasão, desta vez sob o comando de Meruzanes, que rebelou-se contra o rei, convertendo-se ao zoroastrismo e pondo-se a disposição persa à captura ou destruição de Manuel. Muitas vezes guiou tropas persas contra o país, trazendo grandes males. Sem autorização do xá, organizou grande exército e marchou contra o país. Uma grande batalha ocorreu no distrito de Bagrauandena, onde Manuel mais uma vez saiu vitorioso e Meruzanes foi decapitado.